# Pellavatehtaankatu
Pellavatehtaankatu (français : rue de l'usine de lin), est une rue des quartiers de Kyttälä et Jussinkylä au centre-ville de Tampere en Finlande.

## Situation
Koulukatu est une rue orientée nord-sud longue d'environ 600 mètres. 
Elle part de son intersection avec Aleksanterinkatu dans le quartier de Jussinkylä, à proximité de la caserne centrale des pompiers. 
De là, la rue tourne vers le sud et continue vers Kyttälä, où elle se termine à son intersection avec Verkatehtaankatu. 
D'autres rues transversales de Pellavatehtaankatu sont Satakunnankatu, Rongankatu, Kyttälänkatu et Hämeenkatu,,.
Le tracé de la rue est largement conforme au plan d'origine de Frans Ludvig Calonius. 
La partie nord incurvée de la rue est basée sur le nouveau plan de ville de Jussinkylä, confirmé en 1907 et conçu par l'architecte Lars Sonck,.

## Bâtiments
| N. | Bâtiment                       | Image | Année     | Architecte                                  | Réf.   |
| 2  | Caserne centrale               |       | 1908      | Wivi Lönn                                   | ,      |
| 4  | École de commerce              |       | 1912      | Wivi Lönn                                   | ,      |
| 8  | Maison Ruuskanen               |       | 1892 1901 | Lambert Petterson                           | ,      |
| 8  | Fabrique de costumes Ruuskanen |       | 1942      | Märta Blomstedt Matti Lampén                | ,      |
| 10 | Ancienne poste                 |       | 1927      | Selim Savonius                              | ,      |
| 12 | Koskilinna                     |       | 1924      | Heikki Tiitola                              | ,      |
| 14 | Palais de Haarla               |       | 1925      | Jussi Paatela Toivo Paatela                 | [ 17 ] |
| 9  | Maison de la cuisine centrale  |       | 1923      | Bertel Strömmer Vilho Kolho                 | ,      |
| 11 | Centre luthérien de prières    |       | 1894      | Frans Ludvig Calonius Ludvig Isak Lindqvist | ,      |
| 13 | Maison d'Ojakatu 1             |       | 1928      | Arvo Eränen                                 | ,      |
| 17 | Centre des diaconesses         |       | 1891      | Lambert Petterson                           | ,      |
| 21 | Maison de la Säästöpankki      |       | 1952      | Harry W. Schreck                            | ,      |
| 23 | Maison Centrum                 |       | 1961      | Jouko Ylihannu Sakari Siitonen              | ,      |